# Panamomops fagei
Panamomops fagei là một loài nhện trong họ Linyphiidae.
Loài này thuộc chi Panamomops. Panamomops fagei được František Miller & Josef Kratochvíl miêu tả năm 1939.